# Yggdrasil (band)
 For alternative betydninger, se Yggdrasil (flertydig). (Se også artikler, som begynder med Yggdrasil)
Yggdrasil er en folkemusikgruppe fra Færøerne. Gruppen blev dannet i 1981 af ti færøske og danske musikere. Hovedmanden var komponisten og pianisten Kristian Blak, der har skrevet det meste af gruppens materiale. Gruppen spiller etnisk musik som færøske ballader, hymner og inuitmusik kombineret med jazzelementer. Navnet kommer fra verdenstræet Yggdrasil i nordisk mytologi. Helt fra begyndelsen har Yggdrasil inkluderet musikere fra andre lande, som har en varieret musikalsk baggrund, primært i jazz, men også i etnisk musik, folk, rock og klassisk musik.
De fleste værker er blevet skabt i forbindelse med andre former for kunst: poesi, ballet, opera - eller i nogle tilfælde, med naturen (koncerter i havets huler). Kompositionerne bruger ideer og temaer fra etnisk materiale fra det nordatlantiske område, såsom billedkunst, færøske ballader, salmer og rim, inuitsange eller shetlandsk folkemusik. Improvisation fylder en stor del i fortolkningen og spænder fra freestyle og etno-jazz til klassisk og verdensmusik.

## Bandmedlemmer
- Tore Brunborg - saxofon
- Villu Veski - saxofon
- Anders Hagberg - fløjte
- Kristian Blak - piano
- Eivør Pálsdóttir - sang
- Kári Sverrisson - sang
- Anders Jormin - bas
- Mikael Blak - bas
- Heðin Ziska Davidsen - guitar
- Brandur Jacobsen - trommer

## Diskografi
- Den Yderste Ø (1981)
- Heygar og Dreygar og The Four towers (1983/84)
- Brøytingar (1988)
- Ravnating (1991)
- Drangar og Concerto Grotto (1995)
- Yggdrasil (2002)
- Live in Rudolsstadt (2004)
- Úr Holminum (2004)
- The Tübingen Concert (2 DVD, 2005)
- Risastova (2006)
- Askur (2 CD, 2007)